# Peter Williams Jr.
Peter Williams Jr. né en 1780 dans le New Brunswick et mort le 17 octobre 1840 à New York est un prêtre épiscopalien et abolitionniste américain, l'un des cofondateurs de la congrégation afro-américaine épiscopalienne Saint-Philippe (New-York) à Manhattan.

## Biographie

### Jeunesse et formation
Peter Williams Jr. est le fils de Peter Williams Sr., un esclave qui une fois affranchi sera l'un des fondateurs de l'Église épiscopale méthodiste africaine de Sion (African Methodist Episcopal Zion Church) ou  AMEZ, et de Mary Durham une Afro-Américaine libre exerçant le métier de domestique. Sa famille emménage à New York où il suit des cours à l'African Free School (en) de New York gérée par la New York Manumission Society, une des premières sociétés abolitionnistes américaines fondée par des Quakers. Il suit également l'enseignement du révérend Thomas Lyell, prêtre de l'Église épiscopalienne des États-Unis,. Plus tard il rencontre John Henry Hobart (en) l'évêque de l'Église épiscopalienne pour le diocèse de New York qui le confirme dans sa voie vers cette Église.   

### Carrière
Petrer Williams quitte l'AMEZ pour joindre l'Église épiscopalienne des États-Unis. Il sera le premier Afro-Américain à y être ordonné prêtre en 1812, il exerce son ministère dans le diocèse de New York. Il est nommé recteur de l'église saint Philippe, la première paroisse épiscopalienne afro-américaine de New York,, .

### Vie privée
Peter Williams Jr. repose au Cimetière de Cypress Hills de Brooklyn à New York.